# 勐勐河
勐勐河，位于中华人民共和国云南省西南部，是澜沧江右岸支流小黑江的左岸支流。源流称南美河，发源于临沧市临翔区南美拉祜族乡南美村（南楞田）西北，蜿蜒向南流经南美乡政府驻地和坡脚村等地后进入双江拉祜族佤族布朗族傣族自治县，之后干流又称勐库河或勐库大河，继续向南流经勐库镇冰岛村、南等水库、勐库镇政府驻地等地，过双江县城勐勐镇后始称“勐勐河”。之后干流向西南流，于沙河乡布京村大勐峨东南汇入小黑江。河长84.5千米，流域面积1354.6平方千米，落差1780米，河道平均比降8.6‰。流域地处滇西横断山南端中山宽谷地带，立体气候明显。干流纵贯双江县中部勐库、勐勐等主要坝区，两岸土地肥沃，是双江粮食主产区。勐库镇以下沿河有214国道伴行，交通较为便利。